# Парк імені 700-річчя Львова
Парк і́мені 700-рі́ччя Льво́ва — лугопарк у Шевченківському районі Львова. Розташований у північній частині міста, між вулицями Райніса з північної, Торф'яною з південної, Левка Лук'яненка і (частково) Замарстинівською зі східної та проспектом Чорновола. 

## Історія
Закладений 1956 року на торфовищах лівобережної заплави річки Полтви, у рік святкування ювілею міста. Першочергово парк займав великі території між вулицями Замарстинівською та Варшавською, коли це була малозаселена дільниця міста. Попри складні ґрунтові і гідрологічні умови створений садово-парковий об'єкт з переважанням ландшафтів відкритих просторів, тому його називають «лугопарком». Заледве третина території була вкрита деревами і чагарниками, переважала лучна рослинність. Початково територія парку складалася з невеликого лісового масиву (дуб, береза, вільха) та розлогого лугу. У другій половині 1970-х років через лугову частину було прокладено продовження проспекту Чорновола — від вулиці Липинського до вулиці Варшавської (в районі Голоска). Через це територія лугопарку значно скоротилась — до близько 22,5 га. 

## Сучасний стан
Тут ростуть такі деревні види: ялина, клен гостролистий, клен сріблястий, каштан, ясен, тополя, верба, яблуня, осика, алича, туя, береза, акація, липа, волоські горіхи, граб звичайний, клен ясенелистий, явір, дуб, черешня тощо. Серед чагарників чимало вологолюбів — калина, свидина, сніжноягідник, рокитник, верба козяча, горобина чорноплідна, форзиція, глід одноматочковий, ліщина звичайна, шипшина зичайна, черемха звичайна тощо. 
У лугопарку упродовж 2016—2018 років проведена масштабна реконструкція — прокладена розгалужена мережа хідників, упорядковані зелені насадження, облаштовано головний вхід та освітлення хідників. 
Парк імені 700-річчя Львова — це унікальний болотний ландшафт і останній природний фрагмент заплави річки Полтви в межах Львова.
17 жовтня 2020 року, в рамках акції «Озеленення України» коштами компанії «LА П'ЄЦ», яка виділила 100 тис. гривень, відновили яблуневий сад на південному схилі парку. Висадили нові дерева та зберегли декілька старих. У парку також облаштували головний вхід, змінили освітлення, покращили доріжки для бігу. У 2022 році на території відкрили мультифункціональний дитячий майданчик. Він включає два сектори — для дошкільнят та школярів.